# Myrmarachne sansibarica
Myrmarachne sansibarica este o specie de păianjeni din genul Myrmarachne, familia Salticidae, descrisă de Strand, 1910. Conform Catalogue of Life specia Myrmarachne sansibarica nu are subspecii cunoscute.